# Ville-Langy
Ville-Langy ist eine französische Gemeinde mit 237 Einwohnern (Stand: 1. Januar 2022) im Département Nièvre in der Region Bourgogne-Franche-Comté. Die Gemeinde gehört zum Arrondissement Nevers und zum Kanton Guérigny. 

## Geografie
Ville-Langy liegt etwa 23 Kilometer ostsüdöstlich von Nevers. Das Gemeindegebiet wird vom Fluss Andarge und seinem Zufluss Barathon durchquert. Umgeben wird Ville-Langy von den Nachbargemeinden Anlezy im Norden, Fertrève im Nordosten, Diennes-Aubigny im Osten, Thianges im Süden und Südwesten, Beaumont-Sardolles im Westen sowie Saint-Benin-d’Azy im Nordwesten.

## Bevölkerungsentwicklung
| Jahr                       | 1962 | 1968 | 1975 | 1982 | 1990 | 1999 | 2006 | 2013 |
| Einwohner                  | 402  | 377  | 314  | 308  | 308  | 299  | 289  | 292  |
| Quellen: Cassini und INSEE |      |      |      |      |      |      |      |      |

## Sehenswürdigkeiten
- Kirche Saint-Pierre, ursprünglich aus dem 12. Jahrhundert, wieder errichtet 1870
- Herrenhaus von Chouy aus dem 15./16. Jahrhundert

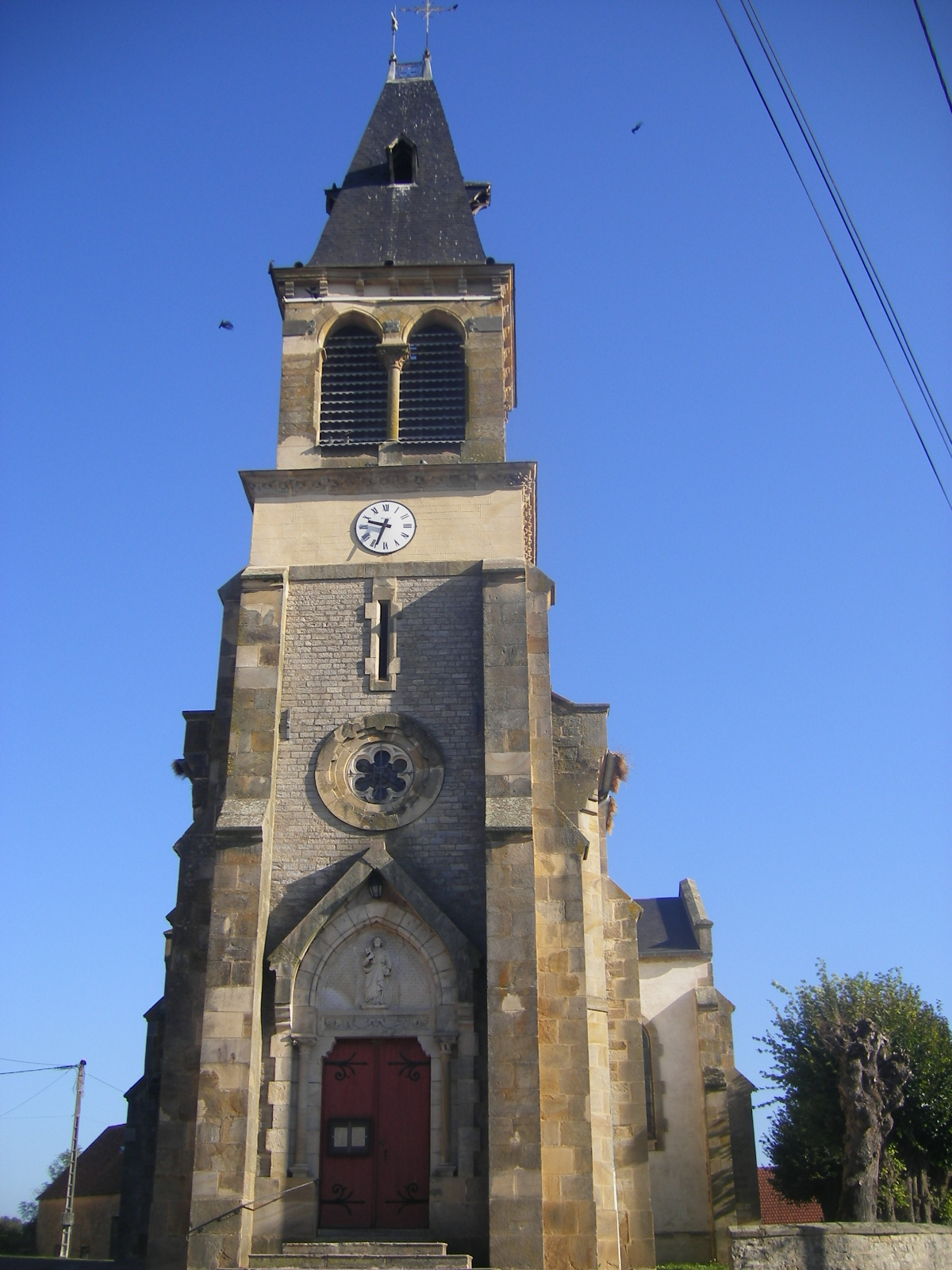
Kirche Saint-Pierre